# Oncideres limpida
Oncideres limpida är en skalbaggsart som beskrevs av Bates 1865. Oncideres limpida ingår i släktet Oncideres och familjen långhorningar. Inga underarter finns listade i Catalogue of Life.